# Aromi del vino

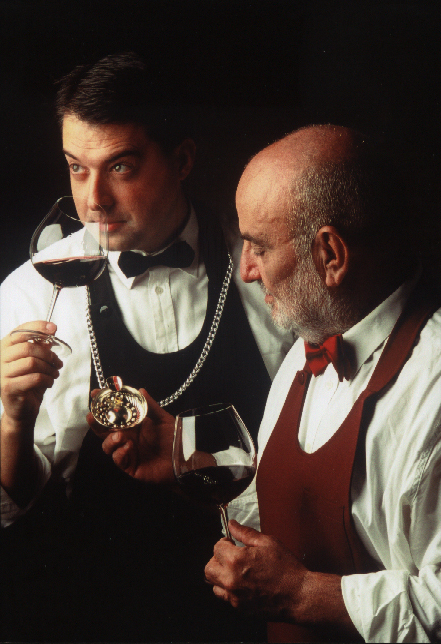
Due sommelier nel corso di una degustazione.

Gli aromi del vino sono le caratteristiche olfattive del vino. Sono classificati secondo la loro origine, secondo la loro affinità chimica o per associazione con odori naturali già noti.

## Enologia

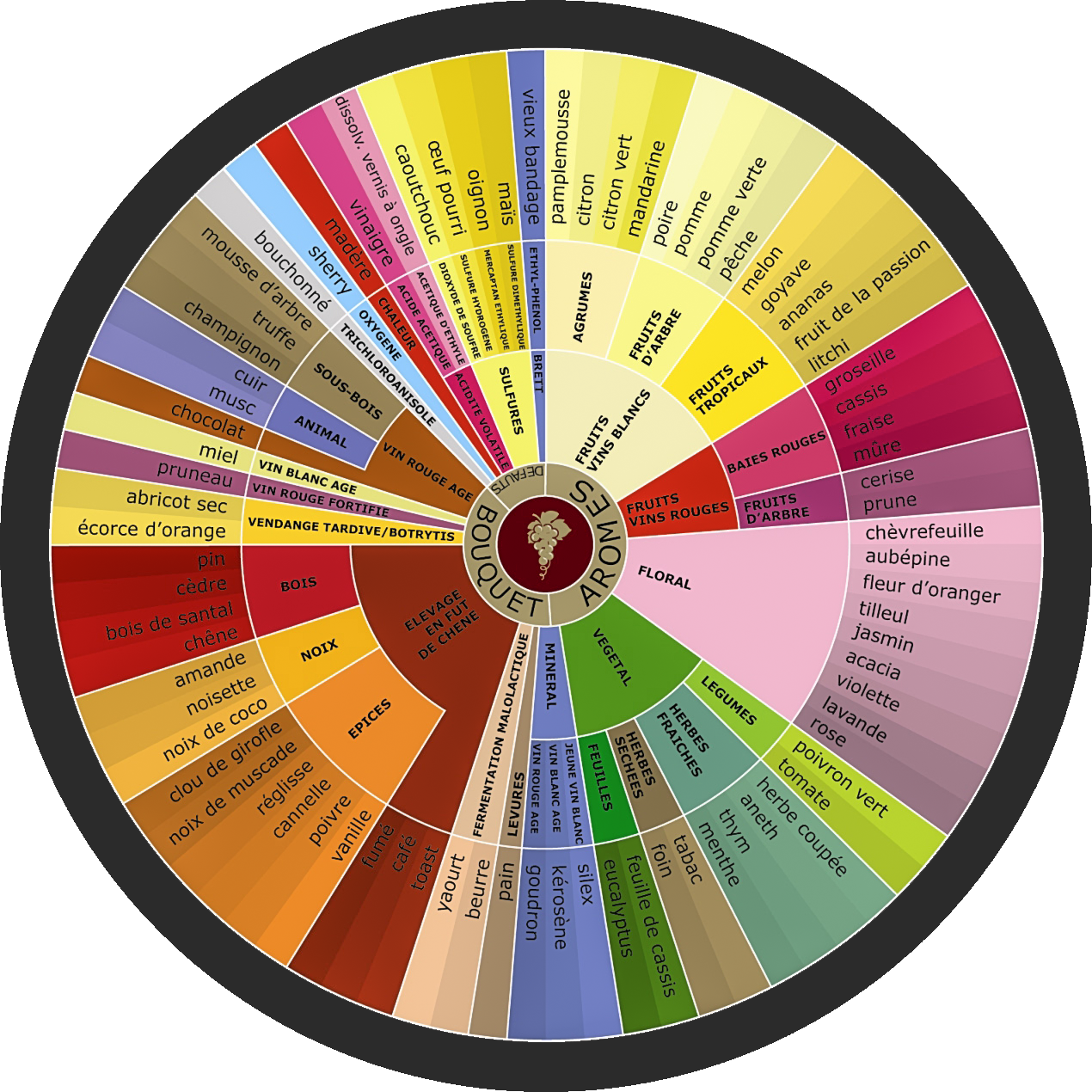
Ruota degli aromi del vino

### Aromi primari o aromi varietali
La buccia dell'uva contiene molti composti organici di cui solo una piccola parte è costituita dagli aromi primari. Essi si percepiscono nel momento in cui si assaggia un acino d'uva. Il moscato è il vitigno aromatico per eccellenza: secondo Pierre Galet esso offre un tessuto di più di centocinquanta aromi. La buccia dell'uva contiene anche i precursori d'aroma, dei composti organici che emanano gli aromi del vino dopo la fermentazione alcolica. Essi sono in genere:
- i terpeni: sono tipici dei vitigni Moscato, Malvasia e Bracchetto;
- i tioli volatili: sono le molecole responsabili di una grande varietà di note e sfumature aromatiche (gemma di cassis, bosso, pompelmo, frutto della passione, ecc.) tipiche del vino Sauvignon bianco, dove sono state identificate per la prima volta, ma sono presenti, anche se in minor concentrazione, in molti altri vini quali il Gewurtztraminer, il Riesling, il Pinot grigio, ecc. Non essendo odorose, queste molecole non sono presenti come tali nei mosti, ma sono presenti sotto forma di precursori d'aroma che, grazie all'idrolisi ad opera dei lieviti, vengono trasformati nei tioli aromatici corrispondenti. E', infatti, durante la fermentazione alcolica che si sviluppa l'aromaticità;
- le metossipirazine: sono le molecole responsabili delle tipiche note erbacee e di peperone verde del vino Cabernet sauvignon, Merlot e talvolta Sauvignon.

### Aromi secondari o fermentativi
Gli aromi secondari o fermentativi si sviluppano durante la fase di fermentazione alcolica ad opera dei lieviti e batteri a partire dagli amminoacidi e dagli zuccheri presenti nel mosto. Durante i processi fermentativi si formano essenzialmente gli alcoli superiori (alcool amilico, isobutanolo, propanolo da cui si formano gli aromi detti alcolici, spirituali, amilici o l'aroma della frangipane e l'alcol 2-feniletilico da cui si forma l'aroma di rosa) e gli esteri (acetati degli alcoli superiori all'aroma di banana ed esteri etilici degli acidi grassi agli aromi di pera, ananas, pesca e frutti rossi). I processi fermentativi formano anche altri metaboliti, composti chimici prodotti dalla fermentazione, che possono avere un impatto indiretto sulla percezione del gusto del vino. Essi sono: 
- il glutatione che con il suo ruolo antiossidante preserva gli aromi volatili;
- le mannoproteine presenti nella parete esterna dei lieviti che interagiscono con i tannini;
- il glicerolo e gli acidi organici (acido acetico, ossalacetico, succinico).

Gli aromi fermentativi sono tipici del vino novello. L'aroma fermentativo per eccellenza è l'aroma amilico che emana profumi di caramella inglese e di banana. Più fattori influenzano la produzione di questi aromi: il ceppo e il tipo di lieviti, la temperatura di fermentazione (se elevata, favorisce la formazione di alcoli superiori, se bassa la formazione di esteri), la composizione azotata del mosto e la torbidezza e l'ossigenazione del mosto che favoriscono la formazione degli esteri etilici degli acidi grassi. I lieviti della flora naturale del vino non sono solo il Saccharomyces cerevisiae ma anche i lieviti non Saccharomyces. Questi ultimi modificano il profilo aromatico e gustativo del vino e sono:
- Schizosaccharomyces pombe: disacidifica il vino assimilando l'acido malico del mosto;
- Candida stellata: alcuni ceppi producono il doppio di glicerolo del Saccharomyces cerevisiae;
- Torulaspora delbrueckii: producono esteri fermentativi fruttati diversi da quelli prodotti dal Saccharomyces cerevisiae;
- Kluyveromyces thermotolerans: acidifica il vino producendo un acido lattico più dolce dell'acido malico;
- Pichia kluyverri: rafforza l'idrolisi dei precursori d'aroma;
- Hanseniaspora osmophila: alcuni ceppi producono alcol 2-feniletilico in quantità dieci volte maggiore rispetto al Saccharomyces cerevisiae;
- Kloeckera corticis.

I ceppi naturali dei lieviti Schizosaccharomyces pombe, Kluyveromyces thermotolerans, Torulaspora delbrueckii possono essere utilizzati per inseminare il mosto a diversi stadi della fermentazione (inoculazione in sequenza, co-inoculazione precoce o tardiva) per modificare il profilo del vino.

### Aromi terziari
Gli aromi terziari sono prodotti durante l'invecchiamento del vino e sono dovuti a processi di ossidazione (che producono composti dello zolfo e acetali) e al rilascio nel vino di alcuni composti chimici (ellagitannini del legno di quercia e lattoni) da parte del legno. Uno dei processi chimici più studiati che avviene durante l'elevazione del vino in barrique è la micro-ossidazione. Fanno parte degli aromi terziari i sentori di frutta in confettura, di fiori secchi o appassiti (ad esempio un pot-purri piuttosto che un mazzo di fiori freschi), le speziature e le tostature in generale (i.g: caffè, legno, cacao), i sentori di derivazione animale come aroma di cuoio, pelle, pelo bagnato ed infine gli aromi balsamici come eucalipto, menta, pino, canfora, muschio.

## Aromi in degustazione

### Aromi fruttati
- Frutta a polpa verde: kiwi, limone, melone verde, uva spina;
- Frutta a polpa bianca: mela, pera, pesca sanguinella, mela cotogna;
- Frutti rossi: fragola, lampone, ribes rosso, ciliegia;
- Frutti neri: mora, mirtillo, ribes nero;
- Frutta a polpa gialla: pesca, albicocca, pesca nettarina, pesca noce, prugna;
- Frutta esotica: ananas, mango, frutto della passione, fico, dattero, litchi;
- Agrumi: limone, arancia, pompelmo, scorza di arancia, buccia, buccia candita;
- Frutta secca: mandorla, noce, nocciola, uva secca, fico secco, pistacchio, prugna cotta.

Evoluzione del frutto: fresco > in composta > cotto > in marmellata > candito > secco.

### Aromi floreali
- Fiori: rosa, peonia, caprifoglio, acacia, rosa canina, violaciocca, violetta, geranio, ginestra, giacinto, reseda;
- Tisane: verbena, camomilla, tiglio, biancospino, arancio;
- Derivati: miele, cera.

### Aromi legnosi
Gli aromi legnosi (da non confondere con gli aromi balsamici).
- Legno di barrique: quercia francese, quercia americana, cedro, vaniglia;
- Legno empireumatico (torrefazione): affumicato, caffè, cacao, caramello, catrame, pane grigliato o tostato.

### Aromi speziati
- Spezie dolci: cannella, vaniglia, cardamomo, chiodi di garofano, liquirizia;
- Spezie salate: pepe, noce moscata.

### Aromi vegetali
- Verdure: peperone, porro, aglio, cavolo, carciofo, piselli, fagiolini, lattuga;
- Secchi: fieno, paglia, tè;
- Verdi: erba tagliata, eucalipto, edera, clorofilla, ribes nero, bosso;
- Sottobosco: humus, champignon, felce, foglie cadute, terra umida.

### Aromi minerali
- Rocce: pietra focaia, silice, sasso, argilla, idrocarburo;
- Metalli: rame, ferro, alluminio.

Dall'anno 2000, nel linguaggio enologico si è verificata una forte espansione dei termini derivanti dal mondo minerale. Gli aromi minerali hanno solamente un potere suggestivo e affascinante perché il tenore di minerali nel vino è così basso da risultare impercepibile. La mineralità del vino non dipende dal suolo ma probabilmente da molecole che si formano nel corso della fermentazione alcolica: gli esteri e i tioli.

### Il corredo aromatico dei vitigni
- Sauvignon bianco: pompelmo, bosso, agrumi maturi, scorza di limone, silice;
- Riesling: succo di limone, mela verde, pietra pomice, idrocarburo, (gasolio nei riesling renani).